# Freda Jackson
Pour les articles homonymes, voir Jackson.
Freda Maud Jackson est une actrice britannique, née le 29 décembre 1907 à Nottingham (Midlands de l'Est), morte le 20 octobre 1990 à Northampton (Midlands de l'Est).

## Biographie
Freda Jackson entame sa carrière d'actrice au théâtre en 1934 et joue notamment à Londres, en particulier au sein de la troupe de l'Old Vic. Parmi ses pièces notables, citons Hamlet de William Shakespeare, mise en scène par Tyrone Guthrie (avec Alec Guinness et Anthony Quayle, durant la saison 1938-1939 de l'Old Vic), Le Père d'August Strindberg (avec Michael Redgrave, en 1949), Pour Lucrèce de Jean Giraudoux, mise en scène par Jean-Louis Barrault (adaptation avec Claire Bloom, Vivien Leigh et Peter Wyngarde, en 1958), ou encore John Gabriel Borkman d'Henrik Ibsen (avec Bernard Miles, en 1961).
Au cinéma, elle contribue à vingt-six films (majoritairement britanniques, plus quelques-uns américains ou des coproductions), le premier sorti en 1938. Le dernier est Le Choc des Titans de Desmond Davis (avec Laurence Olivier et Claire Bloom), sorti en 1981. Dans l'intervalle, mentionnons Henry V de (et avec) Laurence Olivier (1944), La Croisée des destins de George Cukor (1956, avec Ava Gardner et Stewart Granger), ainsi que Tom Jones de Tony Richardson (1963, avec Albert Finney et Susannah York).
À la télévision, Freda Jackson apparaît d'abord dans une représentation, téléfilmée en 1938, de la pièce Trelawny of the 'Wells' (en) d'Arthur Wing Pinero, mise en scène par Tyrone Guthrie (production de l'Old Vic, avec Alec Guiness et Anthony Quayle). Puis elle collabore à seize séries (plusieurs étant consacrées au théâtre) de 1955 à 1980, dont Mon ami le fantôme (un épisode en 1970).

## Théâtre (sélection)
(pièces jouées à Londres, sauf mention contraire)
- 1936-1937 : La Provinciale (The Country Wife) de William Wycherley, mise en scène de Tyrone Guthrie
- 1937-1938 : The Silent Knight d'Humbert Wolfe
- 1938 : Gaily We Set Out de Sheila Dronisthorpe
- 1938-1939 : Trelawny of the ''Wells' d'Arthur Wing Pinero, mise en scène de Tyrone Guthrie ; The Rivals de Richard Brinsley Sheridan ; Hamlet de William Shakespeare, mise en scène de Tyrone Guthrie (saison à l'Old Vic)
- 1941 : Les Joyeuses Commères de Windsor (The Merry Wives of Windsor) de William Shakespeare, mise en scène de Tyrone Guthrie
- 1942-1943 : The Russians de Constantin Simonov, mise en scène de Tyrone Guthrie (à Liverpool) ; La Mouette (The Seagull / Чайка) d'Anton Tchekhov (à Liverpool) ; Othello ou le Maure de Venise (Othello, the Moor of Venice) de William Shakespeare, mise en scène de Tyrone Guthrie (saison)
- 1944-1945 : Eden End de John Boynton Priestley (à Bristol)
- 1945 : No Room at the Inn de Joan Temple (rôle de Mme Voray, repris dans l'adaptation au cinéma de 1948 : voir filmographie ci-après)
- 1949 : Le Père (The Father / Fadren) d'August Strindberg
- 1950 : Anna Christie d'Eugene O'Neill
- 1951-1952 : Le Roi Lear (King Lear) de William Shakespeare
- 1953 : Starched Aprons d'Ena Lamont Stewart
- 1955-1956 : Les Parents terribles (Intimate Relations) de Jean Cocteau (à Bristol)
- 1957 : Camino Real (en) de Tennessee Williams, mise en scène de Peter Hall
- 1958 : Pour Lucrèce (Duel of Angels) de Jean Giraudoux, adaptation de Christopher Fry, costumes féminins de Christian Dior, mise en scène de Jean-Louis Barrault
- 1961 : John Gabriel Borkman d'Henrik Ibsen
- 1961-1962 : Mère Courage et ses enfants (Mother Courage and His Children / Mutter Courage und ihre Kinder) de Bertolt Brecht
- 1972 : I, Claudius de John Mortimer et Robert Graves, mise en scène de Tony Richardson

## Filmographie

### Au cinéma (intégrale)
- 1938 : Mountains O'Mourne d'Henry Hughes : Biddy O'Hara
- 1944 : A Canterbury Tale de Michael Powell et Emeric Pressburger : Prudence Honeywood
- 1944 : Henry V (The Chronicle History of King Henry the Fift with His Battell Fought at Agincourt in France) de Laurence Olivier : Maîtresse Quickly
- 1946 : Amour tragique (Beware of Pity) de Maurice Elvey : Une bohémienne
- 1946 : Les Grandes Espérances (Great Expectations) de David Lean : Mme Joe Gargery
- 1948 : Cendrillon du faubourg (No Room at the Inn) de Daniel Birt : Mme Voray
- 1951 : Flesh & Blood d'Anthony Kimmins : Mme Hannah
- 1952 : Women of Twilight de Gordon Parry : Mme Helen 'Nelly' Alistair
- 1952 : L'assassin court toujours (Mr. Denning Drives North) d'Anthony Kimmins : Ma Smith
- 1954 : Les bons meurent jeunes (The Good Die Young) de Lewis Gilbert : Mme Freeman
- 1954 : The Crowded Day de John Guillermin : Mme Morgan
- 1956 : The Last Man to Hang? de Terence Fisher : Mme Tucker
- 1956 : La Croisée des destins (Bhowani Junction) de George Cukor : La Sandani
- 1957 : Le Trottoir (The Flesh Is Weak) de Don Chaffey : Trixie
- 1958 : Sous la terreur ou Le Conte des deux villes (A Tale of Two Cities) de Ralph Thomas : La Vengeance
- 1960 : Les Maîtresses de Dracula (The Brides of Dracula) de Terence Fisher : Greta
- 1961 : Le Spectre du chat (Shadow of the Cat) de John Gilling : Clara
- 1961 : Attempt to Kill de Royston Morley : Mme Weyman
- 1961 : Bobby des Greyfriars (Greyfriars Bobby) de Don Chaffey : La vieille concierge
- 1963 : West 11 de Michael Winner : Mme Hartley
- 1963 : Tom Jones de Tony Richardson : Mme Seagrim
- 1964 : Le Secret du docteur Whitset (The Third Secret) de Charles Crichton : Mme Bales
- 1965 : Le Messager du diable (Die, Monsteur, Die!) de Daniel Haller : Laetitia Witley
- 1967 : Scotland Yard au parfum (The Jokers) de Michael Winner : Mme Pervis
- 1969 : La Vallée de Gwangi (The Valley of Gwangi) de Jim O'Connolly : Tia Zorina
- 1981 : Le Choc des Titans (Clash of the Titans) de Desmond Davis : Une sorcière du Styx

### À la télévision (sélection)
- 1938 : Trelawny of the 'Wells', téléfilm de Tyrone Guthrie : rôle non-spécifié
- 1960 : Maigret, série
  - Saison unique, épisode 1 Murder in Montmartre : Rose Alfonsi
- 1970 : Mon ami le fantôme (Randall & Hopkirk (deceased)), série
  - Saison unique, épisode 26 The Smile Behind the Veil : Mme Evans